# Metasphaeria cumana
Metasphaeria cumana är en svampart som först beskrevs av Sacc. & Speg., och fick sitt nu gällande namn av Pier Andrea Saccardo 1883. Metasphaeria cumana ingår i släktet Metasphaeria och familjen Dothioraceae.  Utöver nominatformen finns också underarten macrospora.